# Rio Carpenul (Talna)
O Rio Carpenul é um rio da Romênia, afluente do Talna Mică, localizado no distrito de Satu Mare.